# Out of My Mind (Duran Duran)
Out of My Mind è un singolo del gruppo musicale britannico Duran Duran, pubblicato nel 1997. Il brano è presente nell'album Medazzaland, ma il singolo è stato estratto dalla colonna sonora del film Il Santo.

## Video
Il videoclip della canzone è stato diretto da Dean Karr e girato in Repubblica Ceca.  

## Classifiche
| Classifica (1997) | Posizione raggiunta |
| ----------------- | ------------------- |
| Italia            | 8                   |
| Regno Unito       | 12                  |

## Formazione
- Simon Le Bon - voce
- Warren Cuccurullo - chitarra, basso
- Nick Rhodes - tastiera